# Ptilotus seminudus
Ptilotus seminudus là loài thực vật có hoa thuộc họ Dền. Loài này được (J.M. Black) J.M. Black miêu tả khoa học đầu tiên năm 1948.